# Klara Löbenstein
Klara Löbenstein (Hildesheim, Império Alemão, 15 de fevereiro de 1883 — Buenos Aires, 10 de junho de 1968) foi uma matemática alemã. Foi uma das primeiras mulheres a obter um doutorado na Alemanha. Sua tese de doutorado foi sobre topologia de curvas algébricas.
Foi demitida em 1 de janeiro de 1936 devido às Leis de Nuremberg da Alemanha Nazista. Em 1941 imigrou para a Argentina.

## Publicações
- Löbenstein, Klara (1910). «Über den Satz, daß eine ebene, algebraische Kurve 6. Ordnung mit 11 sich einander ausschließenden Ovalen nicht existiert» [On the proposition that no plane algebraic curve of degree 6 with 11 mutually exclusive ovals exists]. Doctoral dissertation, University of Göttingen (em alemão)